# H 4 (sommergibile Italia)
L'H 4 è stato un sommergibile della Regia Marina.

## Storia
Dopo il completamento effettuò le prove a Montreal e l'addestramento di base ad Halifax; partito quindi dal Canada al comando del tenente di vascello Pietro Tacchini, attraversò l'Oceano Atlantico arrivò a Cagliari negli ultimi giorni di agosto del 1917.
In ottobre fu assegnato alla «Squadriglia Sommergibili H» basata a Brindisi, operando (a partire da novembre 1917) nel Basso Adriatico svolgendo in tutto 17 infruttuose missioni esplorativo-offensive.
Assegnato dopo il conflitto all'Ispettorato Siluranti di Taranto, nel settembre del 1923 stazionò per una decina di giorni a Corfù nel corso della controversia fra Italia e Grecia con oggetto l’isola.
Fu poi impiegato per l'addestramento e le esercitazioni.
Nel corso della guerra di Spagna fu impiegato nel Canale di Sicilia ma ritornò alla base senza aver individuato navi da attaccare.
All'entrata dell'Italia nella seconda guerra mondiale era a La Spezia; operò sempre nel Mar Ligure, con il tenente di vascello Loris Albanese come comandante.
Verso la fine del gennaio 1941, essendo partita da Gibilterra, diretta verso est, la Forza H britannica (lo scopo era bombardare Genova), l’H 4 dislocato in agguato difensivo al largo di Livorno; a causa del maltempo la squadra navale britannica tornò in porto dopo aver attaccato con aerei la diga del Tirso (il bombardamento fu poi comunque svolto il 9 febbraio 1941).
Nel corso dell'operazione britannica «Style» (si trattava di una missione di rifornimento di Malta, ma i comandi italiani pensarono potesse trattarsi di un altro bombardamento navale di Genova) fu mandato in agguato difensivo nel golfo di Genova in funzione difensiva (assieme al gemello H 1), ma, come detto, la formazione britannica non passò in quelle acque.
Nel settembre 1941, con l'operazione britannica «Halberd» (ancora una volta si trattava di un convoglio inviato a Malta, ma i comandi italiani ritennero opportuno l'invio di alcuni sommergibili in Mar Ligure temendo un'altra azione di bombardamento) fu nuovamente fatto uscire in Mar Ligure.
Complessivamente, nel periodo 1940-1943, effettuò 36 missioni esplorativo-offensive, 13 addestrative (per conto della Scuola Idrofonisti di La Spezia) e 11 di trasferimento, navigando in totale per 8239 miglia nautiche.
L'armistizio lo sorprese ad Ajaccio; si consegnò agli Alleati a Palermo e da tale porto salpò 19 settembre (insieme ai gemelli H 1 ed H 2, ad altri tre sommergibili e a diverse altre unità navali) diretto a Malta. Il 13 ottobre lasciò  Malta e fece ritorno Italia, analogamente ai gemelli e ad altri dodici sommergibili.
Tornò poi a Malta ove fu impiegato dagli Alleati in esercitazioni antisommergibile; nell'agosto del 1944 fu inviato a Taranto dove fu sottoposto a lavori di manutenzione, riprendendo poi l'attività con altre missioni, sia offensive che difensive, nel golfo di Taranto.
Disarmato a fine guerra, fu radiato il 1º febbraio 1948 e demolito.